# Mario Occhipinti
Mario Occhipinti (Scicli, 25 settembre 1954) è un politico e medico italiano.

## Biografia
Laureato in medicina e chirurgia, lavora all'Ospedale Maggiore di Modica, dove è dirigente corresponsabile del servizio di immuno-ematologia e medicina trasfusionale. È stato nel 1990 tra i fondatori de La Rete, guidato da Leoluca Orlando. Nel 1996 ha contribuito alla nascita dei comitati Per l'Italia che vogliamo di Romano Prodi, divenendo nel 1998 il coordinatore dei Democratici per L'Ulivo in provincia di Ragusa.
Nel 1996 è stato eletto al Senato. Il 22 dicembre del 1999 è stato nominato sottosegretario di Stato presso il ministero dei trasporti e della navigazione nel secondo governo D'Alema, carica che ha mantenuto anche nel secondo governo Amato, fino al termine della legislatura.
È impegnato da credente nelle attività pastorali della diocesi di Noto e nell'associazionismo cattolico (Azione cattolica italiana), nonché in associazioni di volontariato (Shalom), sviluppando concrete esperienze di solidarietà nel campo dell'affido di minori in difficoltà e dell'adozione nazionale e internazionale, degli immigrati extracomunitari, delle malattie mentali, della donazione volontaria di sangue e degli organi.
È impegnato inoltre nella società civile con l'"Associazione culturale nazionale Giuseppe Dossetti: i Valori", della quale è stato presidente nazionale nel primo quadriennio della sua fondazione e attualmente è vicepresidente vicario.